# Stanley Matthews (prawnik)

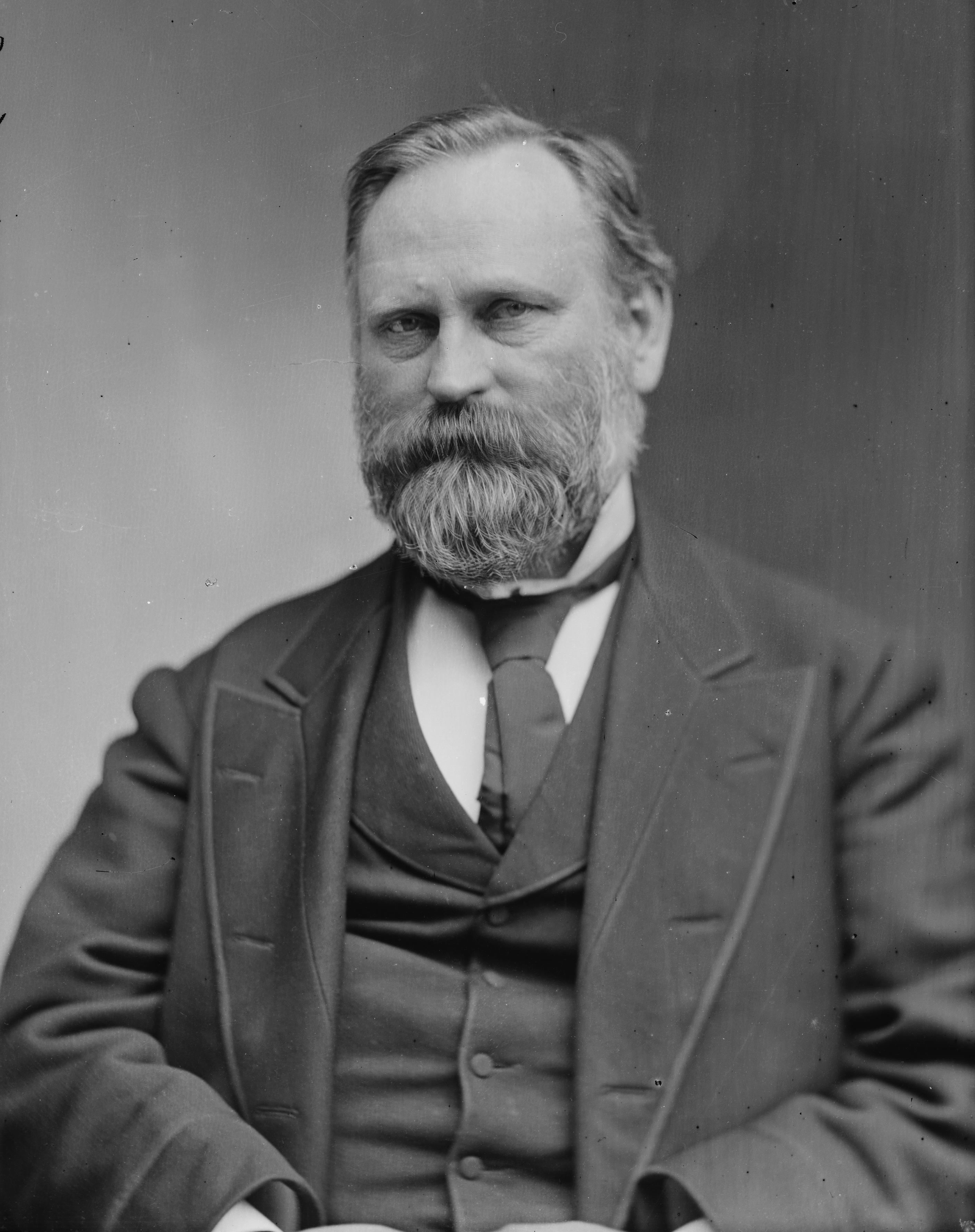
Stanley Matthews

Stanley Matthews (ur. 21 lipca 1824 w Cincinnati, zm. 22 marca 1889 w Waszyngtonie) – amerykański polityk, senator, sędzia Sądu Najwyższego.
Uczęszczał do Kenyon College w Gambier (Ohio). Uzyskał przygotowanie do zawodu prawnika i od 1842 praktykował w hrabstwie Maury (Tennessee). W 1844 powrócił do Cincinnati, gdzie pracował jako prawnik oraz redaktor "Cincinnati Herald". Był też urzędnikiem w stanowej izbie reprezentantów. W latach 1850–1852 pełnił funkcję sędziego okręgowego w hrabstwie Hamilton, w latach 1856–1857 zasiadał w senacie stanowym Ohio. W 1858 z nominacji prezydenta Jamesa Buchanana został prokuratorem okręgowym na południowe Ohio. W marcu 1861 zrezygnował z pracy w wymiarze sprawiedliwości i służył jako oficer oddziału ochotników z Ohio w czasie wojny secesyjnej.
W 1863 powrócił do zawodu prawnika i zasiadł w sądzie najwyższym Cincinnati (zrezygnował w lipcu 1864). Zaangażował się w tym czasie bardziej w życie polityczne, był republikańskim elektorem w wyborach prezydenckich w 1864 i 1868, w 1876 bez powodzenia ubiegał się o miejsce w Izbie Reprezentantów. Występował jako radca Rutherforda Hayesa przed specjalną komisją, powołaną w 1877 w celu rozstrzygnięcia wyborów prezydenckich. Od marca 1877 do marca 1879 zasiadał jako republikanin w Senacie po wygraniu wyborów uzupełniających, zajmując miejsce Johna Shermana; nie ubiegał się o reelekcję. 
26 stycznia 1881 prezydent Hayes wskazał Matthewsa jako kandydata na sędziego Sądu Najwyższego, ale do końca kadencji prezydenta Senat nie podjął procedury zatwierdzającej. W marcu 1881 nominację ponowił prezydent James Garfield. 12 maja 1881 Matthews został przez Senat zatwierdzony jako sędzia i pełnił tę funkcję do końca życia. Zmarł w 1889 w Waszyngtonie, pochowany został na cmentarzu Spring Grove w rodzinnym Cincinnati.